# Cercomacra melanaria
Cercomacra melanaria là một loài chim trong họ Thamnophilidae.